# Hahnenkammrennen

Logo des Hahnenkammrennens

Weblogo für die Rennen (2025)

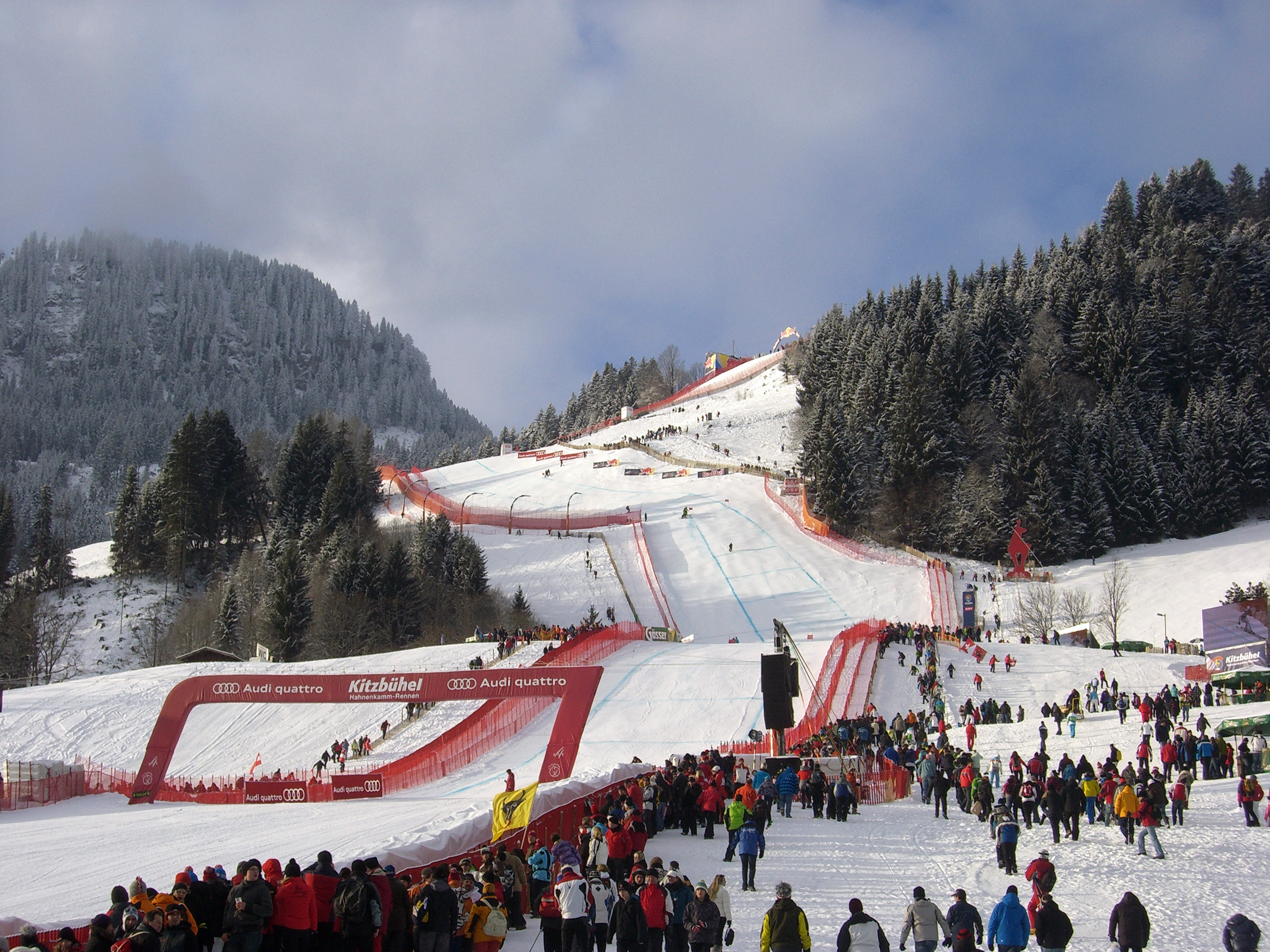
Zielraum der Streif bei der Hahnenkammabfahrt 2011

Das Hahnenkamm-Rennen ist eine Sportveranstaltung im alpinen Skisport, die seit 1931 am Hahnenkamm in Kitzbühel ausgetragen wird. Seit der Einführung des Weltcups 1967 finden die Rennen im Rahmen dieser Rennserie statt. Der traditionelle Termin ist im Monat Jänner, eine Woche nach dem Lauberhornrennen in Wengen.
Nur der Gewinner der Kombination trug bis 2013 offiziell den Titel Hahnenkammsieger. Dreifache Hahnenkammsieger werden mit der Hahnenkamm-Nadel in Gold mit Brillanten ausgezeichnet.
Die Abfahrtsstrecke wird auch „Streif“ genannt.

## Disziplinen

### Aktuelle Disziplinen
Bei den Hahnenkamm-Rennen treten die Sportler in folgenden Disziplinen an:
- Abfahrt auf der Streif
- Super-G auf der Streif mit Start auf der Streifalm
- Slalom auf dem Ganslernhang

### Historische Disziplinen

#### Alpine Kombination
- Klassische Kombination (bis 2013)
- Super-Kombination (2014–2016)

Die Hahnenkamm-Kombination war zuletzt die einzige klassische Kombination, die im Weltcup durchgeführt wurde. Nach der letzten klassischen Kombination im Jahr 2013 wurde von 2014 bis 2016 eine Super-Kombination mit einem separaten Slalomlauf nach dem regulären Super-G durchgeführt. Seit 2017 wird im Rahmen der Hahnenkammrennen keine WC-Kombination mehr ausgetragen.

#### Riesenslalom
Im Jahr 1970 wurde anstelle der Abfahrt ausnahmsweise ein Riesenslalom ausgetragen. In den Jahren 1953, 1954, 1958, 1960 und 1965 wurde zusätzlich ein Riesenslalom durchgeführt.

#### Damen-Rennen
Von 1932 bis 1961 fanden auch Damen-Rennen (Abfahrt, Slalom und Kombination, in manchen Jahren auch Riesenslalom) statt. Diese Damenrennen wurden danach in Badgastein gefahren. Ein Beschluss dazu war anlässlich der Länderkonferenz des Österreichischen Skiverbandes am 11. Juni 1960 gefasst worden, wobei es heftigen Widerstand des SC Kitzbühel gegeben hatte.

## Siegerliste Herren

### Klassische Hahnenkamm-Rennen
Hierbei handelt es sich um jene Rennen, aus denen sich bis 2013 die Hahnenkamm-Kombination zusammengesetzt hat.
Legende: -2-, -3- bzw. -4- kennzeichnet den zweiten, dritten bzw. vierten Sieg eines Rennläufers in einer Disziplin.
| Jahr | Abfahrt                     | Slalom                   | Kombination             |
| ---- | --------------------------- | ------------------------ | ----------------------- |
| 2025 | James Crawford              | Clément Noël -2-         | keine Austragung 1      |
| 2024 | Cyprien Sarrazin            | Linus Straßer            | keine Austragung 1      |
| 2023 | Aleksander Aamodt Kilde -2- | Daniel Yule -2-          | keine Austragung 1      |
| 2022 | Beat Feuz -3-               | Dave Ryding              | keine Austragung 1      |
| 2021 | Beat Feuz -2-               | keine Austragung 6       | keine Austragung 1      |
| 2020 | Matthias Mayer              | Daniel Yule              | keine Austragung 1      |
| 2019 | Dominik Paris -3-           | Clément Noël             | keine Austragung 1      |
| 2018 | Thomas Dreßen               | Henrik Kristoffersen -2- | keine Austragung 1      |
| 2017 | Dominik Paris -2-           | Marcel Hirscher -2-      | keine Austragung 1      |
| 2016 | Peter Fill                  | Henrik Kristoffersen     | Alexis Pinturault -3- 2 |
| 2015 | Kjetil Jansrud              | Mattias Hargin           | Alexis Pinturault -2- 2 |
| 2014 | Hannes Reichelt             | Felix Neureuther -2-     | Alexis Pinturault2      |
| 2013 | Dominik Paris               | Marcel Hirscher          | Ivica Kostelić -4-      |
| 2012 | Didier Cuche -4-            | Cristian Deville         | Ivica Kostelić -3-      |
| 2011 | Didier Cuche -3-            | Jean-Baptiste Grange -2- | Ivica Kostelić -2-      |
| 2010 | Didier Cuche -2-            | Felix Neureuther         | Ivica Kostelić          |
| 2009 | Didier Défago               | Julien Lizeroux          | Silvan Zurbriggen       |
| 2008 | Didier Cuche                | Jean-Baptiste Grange     | Bode Miller -2-         |
| 2007 | keine Austragung 5          | Jens Byggmark            | keine Austragung 5      |
| 2006 | Michael Walchhofer          | Jean-Pierre Vidal        | Benjamin Raich          |
| 2005 | keine Austragung 5          | Manfred Pranger          | keine Austragung 5      |
| 2004 | Stephan Eberharter -2-      | Kalle Palander -2-       | Bode Miller             |
| 2003 | Daron Rahlves               | Kalle Palander           | Michael Walchhofer      |
| 2002 | Stephan Eberharter          | Rainer Schönfelder       | Kjetil André Aamodt -4- |
| 2001 | Hermann Maier               | Benjamin Raich           | Lasse Kjus -3-          |
| 2000 | Fritz Strobl -2-            | Mario Matt               | Kjetil André Aamodt -3- |
| 1999 | Hans Knauß                  | Jure Košir               | Kjetil André Aamodt -2- |
| 1998 | Kristian Ghedina            | Thomas Stangassinger     | Kjetil André Aamodt     |
| 1997 | Fritz Strobl                | Mario Reiter             | Lasse Kjus -2-          |
| 1996 | Günther Mader               | Thomas Sykora            | Günther Mader           |
| 1995 | Luc Alphand                 | Alberto Tomba -2-        | Marc Girardelli -3-     |
| 1994 | Patrick Ortlieb             | Thomas Stangassinger     | Lasse Kjus              |
| 1993 | keine Austragung 5          | keine Austragung 5       | keine Austragung 5      |
| 1992 | Franz Heinzer -2-           | Alberto Tomba            | Paul Accola             |
| 1991 | Franz Heinzer               | Marc Girardelli -3-      | Marc Girardelli -2-     |
| 1990 | Atle Skårdal                | Rudolf Nierlich          | Pirmin Zurbriggen -3-   |
| 1989 | Daniel Mahrer               | Armin Bittner            | Marc Girardelli         |
| 1988 | keine Austragung 5          | keine Austragung 5       | keine Austragung 5      |
| 1987 | Pirmin Zurbriggen -2-       | Bojan Križaj             | Pirmin Zurbriggen -2-   |
| 1986 | Peter Wirnsberger           | Paul Frommelt            | Pirmin Zurbriggen       |
| 1985 | Pirmin Zurbriggen           | Marc Girardelli -2-      | Andreas Wenzel -2-      |
| 1984 | Franz Klammer -4-           | Marc Girardelli          | Anton Steiner -2-       |
| 1983 | Todd Brooker                | Ingemar Stenmark -5-     | Phil Mahre -2-          |
| 1982 | Steve Podborski -2-         | Ingemar Stenmark -4-     | Phil Mahre              |
| 1981 | Steve Podborski             | Ingemar Stenmark -3-     | Bohumír Zeman           |
| 1980 | Ken Read                    | Andreas Wenzel           | Andreas Wenzel          |
| 1979 | Sepp Ferstl -2-             | Christian Neureuther     | Anton Steiner           |
| 1978 | Josef Walcher Sepp Ferstl   | Klaus Heidegger          | Patrice Pellat-Finet    |
| 1977 | Franz Klammer -3-           | Ingemar Stenmark -2-     | Gustav Thöni -3-        |
| 1976 | Franz Klammer -2-           | Ingemar Stenmark         | Walter Tresch           |
| 1975 | Franz Klammer               | Piero Gros               | Gustav Thöni -2-        |
| 1974 | Roland Collombin -2-        | Hansi Hinterseer         | Gustav Thöni            |
| 1973 | Roland Collombin            | Jean-Noël Augert -3-     | Bob Cochran             |
| 1972 | Karl Schranz -3-            | Jean-Noël Augert -2-     | Henri Duvillard -2-     |
| 1971 | keine Austragung            | Jean-Noël Augert         | Henri Duvillard 3       |
| 1970 | Dumeng Giovanoli 4          | Patrick Russel -2-       | Patrick Russel 4        |
| 1969 | Karl Schranz -2-            | Patrick Russel           | Guy Périllat            |
| 1968 | Gerhard Nenning             | Dumeng Giovanoli         | Jean-Claude Killy -3-   |
| 1967 | Jean-Claude Killy           | Jean-Claude Killy -3-    | Jean-Claude Killy -2-   |
| 1966 | Karl Schranz                | Jean-Claude Killy -2-    | Karl Schranz            |
| 1965 | Ludwig Leitner              | Jean-Claude Killy        | Jean-Claude Killy       |
| 1964 | keine Austragung 5          | keine Austragung 5       | keine Austragung 5      |
| 1963 | Egon Zimmermann             | Ludwig Leitner           | Egon Zimmermann         |
| 1962 | Willi Forrer                | Chuck Ferries            | Gerhard Nenning         |
| 1961 | Guy Périllat                | Gerhard Nenning          | Guy Périllat            |
| 1960 | Adrien Duvillard            | Adrien Duvillard         | Adrien Duvillard        |
| 1959 | Buddy Werner                | Andreas Molterer -3-     | Andreas Molterer -4-    |
| 1958 | Andreas Molterer -2-        | Andreas Molterer -2-     | Andreas Molterer -3-    |
| 1957 | Toni Sailer -2-             | Josef Rieder             | Josef Rieder            |
| 1956 | Toni Sailer                 | Toni Sailer              | Toni Sailer             |
| 1955 | Andreas Molterer            | Toni Spiss -2-           | Andreas Molterer -2-    |
| 1954 | Christian Pravda -2-        | Toni Spiss               | Christian Pravda -3-    |
| 1953 | Bernhard Perren             | Andreas Molterer         | Andreas Molterer        |
| 1951 | Christian Pravda            | Christian Pravda -2-     | Christian Pravda -2-    |
| 1950 | Fritz Huber                 | Sepp Folger              | Fritz Huber             |
| 1949 | Egon Schöpf                 | Egon Schöpf              | Egon Schöpf             |
| 1948 | Hellmut Lantschner          | Thaddäus Schwabl         | Hellmut Lantschner      |
| 1947 | Karl Feix                   | Christian Pravda         | Christian Pravda        |
| 1946 | Thaddäus Schwabl -2-        | Antonín Šponar           | Karl Koller             |
| 1939 | keine Austragung 5          | keine Austragung 5       | keine Austragung 5      |
| 1938 | keine Austragung 5          | keine Austragung 5       | keine Austragung 5      |
| 1937 | Thaddäus Schwabl            | Wilhelm Walch            | Wilhelm Walch           |
| 1936 | Friedl Pfeifer              | Rudolph Matt             | Rudolph Matt            |
| 1935 | Siegfried Engl              | Siegfried Engl           | Siegfried Engl          |
| 1932 | Walter Prager               | Hans Hauser              | Hans Hauser             |
| 1931 | Ferdl Friedensbacher        | Hans Mariacher           | Gordon Cleaver          |

1 2017 wurde die alpine Kombination in Kitzbühel aus dem WC-Kalender gestrichen.

2 Es wurde eine alpine Kombination aus dem regulären Super-G und einem separaten Slalomlauf ausgetragen (Super-Kombination).

3 Kombination der Abfahrt in Megève und des Slaloms in Kitzbühel.

4 Statt einer Abfahrt wurde ausnahmsweise ein Riesenslalom ausgetragen. Daher wurde auch eine Kombination aus Riesenslalom und Slalom gewertet.

5 Keine Austragung wegen Schneemangels.

6 Aufgrund hoher SARS-CoV-2-Infektionszahlen abgesagt.

### Zusatzrennen
In mehreren Jahren fanden in Kitzbühel zusätzliche Rennen statt, die nicht Teil der klassischen Hahnenkamm-Kombination waren. Speziell die Abfahrten waren großteils solche, welche als Ersatzrennen von einem anderen Austragungsort, an dem eine Absage erfolgen hatte müssen, hierher verlegt worden sind. Anderseits wurden die Kitzbühel-Rennen 1988 in einem anderen (österreichischen) Ort, nämlich in Bad Kleinkirchheim (Kärnten), gefahren. Zwar gab es 1992/93 als Ersatzorte St. Anton am Arlberg (Abfahrt) und Lech (Slalom), womit sich in diesem Fall auch die Kombination aus diesen Rennen ergab, doch wurde diese Verlegung nicht in die „Hahnenkammgeneration“ eingebunden.
| Jahr | Sieger                  | Disziplin      |
| ---- | ----------------------- | -------------- |
| 2025 | Marco Odermatt          | Super-G        |
| 2024 | Cyprien Sarrazin        | Abfahrt        |
| 2023 | Vincent Kriechmayr      | Abfahrt        |
| 2022 | Aleksander Aamodt Kilde | Abfahrt        |
| 2021 | Vincent Kriechmayr      | Super-G        |
| 2021 | Beat Feuz               | Abfahrt        |
| 2020 | Kjetil Jansrud          | Super-G        |
| 2019 | Josef Ferstl            | Super-G        |
| 2018 | Aksel Lund Svindal      | Super-G        |
| 2017 | Matthias Mayer          | Super-G        |
| 2016 | Aksel Lund Svindal      | Super-G        |
| 2015 | Dominik Paris           | Super-G        |
| 2014 | Didier Défago           | Super-G        |
| 2013 | Aksel Lund Svindal      | Super-G        |
| 2011 | Ivica Kostelić          | Super-G        |
| 2010 | Didier Cuche            | Super-G        |
| 2009 | Klaus Kröll             | Super-G        |
| 2008 | Marco Büchel            | Super-G        |
| 2007 | Jens Byggmark           | Slalom         |
| 2006 | Hermann Maier           | Super-G        |
| 2005 | Hermann Maier           | Super-G        |
| 2004 | Lasse Kjus              | Abfahrt        |
| 2004 | Daron Rahlves           | Super-G        |
| 2003 | Hermann Maier           | Super-G        |
| 2002 | Stephan Eberharter      | Super-G        |
| 2001 | Hermann Maier           | Super-G        |
| 2000 | Hermann Maier           | Super-G        |
| 1999 | Lasse Kjus              | Sprint-Abfahrt |

| Jahr | Sieger               | Disziplin          |
| ---- | -------------------- | ------------------ |
| 1998 | Thomas Sykora        | Slalom             |
| 1998 | Didier Cuche         | Sprint-Abfahrt     |
| 1997 | Luc Alphand          | Sprint-Abfahrt     |
| 1995 | Günther Mader        | Super-G            |
| 1995 | Luc Alphand          | Abfahrt            |
| 1992 | Franz Heinzer        | Abfahrt            |
| 1989 | Marc Girardelli      | Abfahrt            |
| 1986 | Peter Wirnsberger    | Abfahrt            |
| 1985 | Pirmin Zurbriggen    | Abfahrt            |
| 1983 | Bruno Kernen         | Abfahrt            |
| 1982 | Harti Weirather      | Abfahrt            |
| 1978 | Josef Walcher        | Abfahrt            |
| 1972 | Karl Schranz         | Abfahrt            |
| 1971 | Jean-Noël Augert     | Slalom             |
| 1965 | Willy Favre          | Riesenslalom       |
| 1960 | Karl Schranz         | Riesenslalom       |
| 1958 | Toni Sailer          | Riesenslalom       |
| 1954 | Toni Spiss           | Riesenslalom       |
| 1953 | Guy de Huertas       | Riesenslalom       |
| 1951 | Christian Pravda     | Abfahrt            |
| 1950 | Fritz Huber          | Abfahrt            |
| 1948 | Edi Mall             | Abfahrt            |
| 1937 | Hubert Hammerschmidt | Vierer-Kombination |
| 1936 | Hans Hauser          | Vierer-Kombination |
| 1932 | Rudolph Matt         | Dreier-Kombination |

## Siegerliste Damen

### Klassische Hahnenkamm-Rennen
| Jahr | Abfahrt                       | Slalom                   | Kombination             |
| ---- | ----------------------------- | ------------------------ | ----------------------- |
| 1961 | Traudl Hecher                 | Traudl Hecher            | Traudl Hecher           |
| 1960 | Traudl Hecher                 | Linda Meyers Penny Pitou | Traudl Hecher           |
| 1959 | Astrid Sandvik                | Annemarie Waser          | Astrid Sandvik          |
| 1958 | Hilde Hofherr                 | Renée Colliard           | Berit Stuve             |
| 1957 | Lucille Wheeler               | Josefa Frandl            | Lucille Wheeler         |
| 1956 | Sonja Sperl                   | Astrid Sandvik           | Astrid Sandvik          |
| 1955 | Madeleine Berthod             | Josefa Frandl            | Dorothea Hochleitner    |
| 1954 | Erika Mahringer               | Regina Schöpf            | Erika Mahringer         |
| 1953 | Erika Mahringer Trude Klecker | Trude Klecker            | Trude Klecker           |
| 1951 | Andrea Mead-Lawrence          | Andrea Mead-Lawrence     | Andrea Mead-Lawrence    |
| 1950 | Rosi Sailer                   | Hannelore Glaser-Franke  | Mitzi Stüger            |
| 1949 | Resi Hammerer                 | Resi Hammerer            | Resi Hammerer           |
| 1948 | Sophie Nogler                 | Sophie Nogler            | Sophie Nogler           |
| 1947 | Hilde Doleschell              | Gundl Baur               | Annelore Zückert        |
| 1946 | Anneliese Schuh-Proxauf       | Anneliese Schuh-Proxauf  | Anneliese Schuh-Proxauf |
| 1937 | Evelyn Pinching               | Lisa Resch               | Lisa Resch              |
| 1936 | Hilde Gustine                 | Margarethe Weikert       | Gratia Schimmelpenninck |
| 1935 | Gratia Schimmelpenninck       | Gratia Schimmelpenninck  | Gratia Schimmelpenninck |
| 1932 | Nini Andretta                 | Nini Andretta            | Nini Andretta           |

### Zusatzrennen
| Jahr | Siegerin                | Disziplin    |
| ---- | ----------------------- | ------------ |
| 1960 | Thérèse Leduc           | Riesenslalom |
| 1958 | Annemarie Waser         | Riesenslalom |
| 1954 | Mirl Buchner            | Riesenslalom |
| 1953 | Lucienne Schmith        | Riesenslalom |
| 1951 | Erika Mahringer         | Abfahrt      |
| 1950 | Hannelore Glaser-Franke | Abfahrt      |
| 1948 | Lydia Gstrein           | Abfahrt      |

## Rekordsieger seit 1931
| Siege | Name                | Abfahrt | Slalom | Kombi | Zusatz |
| ----- | ------------------- | ------- | ------ | ----- | ------ |
| 9     | Andreas Molterer    | 2       | 3      | 4     | -      |
| 8     | Christian Pravda    | 2       | 2      | 3     | 1      |
| 7     | Marc Girardelli     | –       | 3      | 3     | 1      |
| 7     | Jean-Claude Killy   | 1       | 3      | 3     | -      |
| 6     | Didier Cuche        | 5       | –      | –     | 1      |
| 6     | Hermann Maier       | 1       | –      | –     | 5      |
| 6     | Karl Schranz        | 3       | –      | 1     | 2      |
| 6     | Pirmin Zurbriggen   | 2       | –      | 3     | 1      |
| 5     | Traudl Hecher       | 2       | 1      | 2     | -      |
| 5     | Lasse Kjus          | –       | –      | 3     | 2      |
| 5     | Toni Sailer         | 2       | 1      | 1     | 1      |
| 5     | Ingemar Stenmark    | –       | 5      | –     | -      |
| 5     | Ivica Kostelić      | –       | –      | 4     | 1      |
| 4     | Kjetil André Aamodt | –       | –      | 4     | -      |
| 4     | Jean-Noël Augert    | –       | 3      | –     | 1      |
| 4     | Adrien Duvillard    | 1       | 1      | 2     | -      |
| 4     | Franz Klammer       | 4       | –      | –     | -      |
| 4     | Dominik Paris       | 3       | –      | –     | 1      |

## Dreifache Hahnenkammsieger
Dreifache Hahnenkammsieger, also Sieger in der Kombination, werden mit der Hahnenkamm-Nadel in Gold mit Brillanten ausgezeichnet. Die folgende Aufstellung zeigt jene neun Athleten, denen dies gelungen ist, in chronologischer Reihenfolge ihres dritten Siegs; drei von ihnen konnten sogar auch noch ein viertes Mal gewinnen.
Ivica Kostelić ist derzeit der einzige Fahrer, der viermal hintereinander Hahnenkammsieger werden konnte.
Stand: Jänner 2017
| Siege | Name                | 1. Sieg | 2. Sieg | 3. Sieg | 4. Sieg |
| ----- | ------------------- | ------- | ------- | ------- | ------- |
| 3     | Christian Pravda    | 1947    | 1951    | 1954    | -       |
| 4     | Andreas Molterer    | 1953    | 1955    | 1957    | 1958    |
| 3     | Jean-Claude Killy   | 1965    | 1967    | 1968    | -       |
| 3     | Gustav Thöni        | 1974    | 1975    | 1977    | -       |
| 3     | Pirmin Zurbriggen   | 1986    | 1987    | 1990    | -       |
| 3     | Marc Girardelli     | 1989    | 1991    | 1995    | -       |
| 4     | Kjetil André Aamodt | 1998    | 1999    | 2000    | 2002    |
| 3     | Lasse Kjus          | 1994    | 1997    | 2001    | -       |
| 4     | Ivica Kostelić      | 2010    | 2011    | 2012    | 2013    |

## Siegerliste seit Einführung des Ski-Weltcups (ab 1967)
Anmerkung: Die mit Fettschrift markierten Fahrer sind im Weltcup noch aktiv.
Stand: 21. Jänner 2024
| Rang | Name                    | Land                   | Siege | Abfahrt | Super-G | Riesen- slalom | Slalom | Kombi- nation |
| ---- | ----------------------- | ---------------------- | ----- | ------- | ------- | -------------- | ------ | ------------- |
| 1    | Marc Girardelli         | Luxemburg              | 7     | 1       | –       | –              | 3      | 3             |
| 2    | Didier Cuche            | Schweiz                | 6     | 52      | 1       | –              | –      | –             |
| 2    | Hermann Maier           | Österreich             | 6     | 1       | 5       | –              | –      | –             |
| 2    | Pirmin Zurbriggen       | Schweiz                | 6     | 3       | –       | –              | –      | 3             |
| 5    | Lasse Kjus              | Norwegen               | 5     | 2       | –       | –              | –      | 3             |
| 5    | Ivica Kostelić          | Kroatien               | 5     | –       | 1       | –              | –      | 4             |
| 5    | Ingemar Stenmark        | Schweden               | 5     | –       | –       | –              | 5      | –             |
| 8    | Kjetil André Aamodt     | Norwegen               | 4     | –       | –       | –              | –      | 4             |
| 8    | Jean-Claude Killy       | Frankreich             | 4     | 1       | –       | –              | 1      | 2             |
| 8    | Franz Klammer           | Österreich             | 4     | 4       | –       | –              | –      | –             |
| 8    | Dominik Paris           | Italien                | 4     | 3       | 1       | –              | –      | –             |
| 12   | Luc Alphand             | Frankreich             | 3     | 32      | –       | –              | –      | –             |
| 12   | Jean-Noël Augert        | Frankreich             | 3     | –       | –       | –              | 3      | –             |
| 12   | Stephan Eberharter      | Österreich             | 3     | 2       | 1       | –              | –      | –             |
| 12   | Beat Feuz               | Schweiz                | 3     | 3       | –       | –              | –      | –             |
| 12   | Franz Heinzer           | Schweiz                | 3     | 3       | –       | –              | –      | –             |
| 12   | Günther Mader           | Österreich             | 3     | 1       | 1       | –              | –      | 1             |
| 12   | Alexis Pinturault       | Frankreich             | 3     | –       | –       | –              | –      | 31            |
| 12   | Karl Schranz            | Österreich             | 3     | 3       | –       | –              | –      | –             |
| 12   | Aksel Lund Svindal      | Norwegen               | 3     | –       | 3       | –              | –      | –             |
| 12   | Gustav Thöni            | Italien                | 3     | –       | –       | –              | –      | 3             |
| 21   | Jens Byggmark           | Schweden               | 2     | –       | –       | –              | 2      | –             |
| 21   | Roland Collombin        | Schweiz                | 2     | 2       | –       | –              | –      | –             |
| 21   | Didier Défago           | Schweiz                | 2     | 1       | 1       | –              | –      | –             |
| 21   | Sepp Ferstl             | Deutschland            | 2     | 2       | –       | –              | –      | –             |
| 21   | Dumeng Giovanoli        | Schweiz                | 2     | –       | –       | 1              | 1      | –             |
| 21   | Jean-Baptiste Grange    | Frankreich             | 2     | –       | –       | –              | 2      | –             |
| 21   | Marcel Hirscher         | Österreich             | 2     | –       | –       | –              | 2      | –             |
| 21   | Kjetil Jansrud          | Norwegen               | 2     | 1       | 1       | –              | –      | –             |
| 21   | Henrik Kristoffersen    | Norwegen               | 2     | –       | –       | –              | 2      | –             |
| 21   | Phil Mahre              | Vereinigte Staaten     | 2     | –       | –       | –              | –      | 2             |
| 21   | Matthias Mayer          | Österreich             | 2     | 1       | 1       | –              | –      | –             |
| 21   | Vincent Kriechmayr      | Österreich             | 2     | 1       | 1       | –              | –      | –             |
| 21   | Bode Miller             | Vereinigte Staaten     | 2     | –       | –       | –              | –      | 2             |
| 21   | Felix Neureuther        | Deutschland            | 2     | –       | –       | –              | 2      | –             |
| 21   | Kalle Palander          | Finnland               | 2     | –       | –       | –              | 2      | –             |
| 21   | Steve Podborski         | Kanada                 | 2     | 2       | –       | –              | –      | –             |
| 21   | Daron Rahlves           | Vereinigte Staaten     | 2     | 1       | 1       | –              | –      | –             |
| 21   | Benjamin Raich          | Österreich             | 2     | –       | –       | –              | 1      | 1             |
| 21   | Patrick Russel          | Frankreich             | 2     | –       | –       | –              | 2      | –             |
| 21   | Cyprien Sarrazin        | Frankreich             | 2     | 2       | –       | –              | –      | –             |
| 21   | Thomas Sykora           | Österreich             | 2     | –       | –       | –              | 2      | –             |
| 21   | Thomas Stangassinger    | Österreich             | 2     | –       | –       | –              | 2      | –             |
| 21   | Anton Steiner           | Österreich             | 2     | –       | –       | –              | –      | 2             |
| 21   | Fritz Strobl            | Österreich             | 2     | 2       | –       | –              | –      | –             |
| 21   | Alberto Tomba           | Italien                | 2     | –       | –       | –              | 2      | –             |
| 21   | Josef Walcher           | Österreich             | 2     | 2       | –       | –              | –      | –             |
| 21   | Michael Walchhofer      | Österreich             | 2     | 1       | –       | –              | –      | 1             |
| 21   | Andreas Wenzel          | Liechtenstein          | 2     | –       | –       | –              | 1      | 1             |
| 21   | Peter Wirnsberger       | Österreich             | 2     | 2       | –       | –              | –      | –             |
| 21   | Daniel Yule             | Schweiz                | 2     | –       | –       | –              | 2      |               |
| 21   | Aleksander Aamodt Kilde | Norwegen               | 2     | 2       | –       | –              | –      | –             |
| 52   | Paul Accola             | Schweiz                | 1     | –       | –       | –              | –      | 1             |
| 52   | Armin Bittner           | Deutschland            | 1     | –       | –       | –              | 1      | –             |
| 52   | Todd Brooker            | Kanada                 | 1     | 1       | –       | –              | –      | –             |
| 52   | Marco Büchel            | Liechtenstein          | 1     | –       | 1       | –              | –      | –             |
| 52   | Cristian Deville        | Italien                | 1     | –       | –       | –              | 1      | –             |
| 52   | Thomas Dreßen           | Deutschland            | 1     | 1       | –       | –              | –      | –             |
| 52   | Josef Ferstl            | Deutschland            | 1     | –       | 1       | –              | –      | –             |
| 52   | Paul Frommelt           | Liechtenstein          | 1     | –       | –       | –              | 1      | –             |
| 52   | Kristian Ghedina        | Italien                | 1     | 1       | –       | –              | –      | –             |
| 52   | Piero Gros              | Italien                | 1     | –       | –       | –              | 1      | –             |
| 52   | Peter Fill              | Italien                | 1     | 1       | –       | –              | –      | –             |
| 52   | Klaus Heidegger         | Österreich             | 1     | –       | –       | –              | 1      | –             |
| 52   | Hans Hinterseer         | Österreich             | 1     | –       | –       | –              | 1      | –             |
| 52   | Mattias Hargin          | Schweden               | 1     | –       | –       | –              | 1      | –             |
| 52   | Bruno Kernen (1961)     | Schweiz                | 1     | 1       | –       | –              | –      | –             |
| 52   | Hans Knauß              | Österreich             | 1     | 1       | –       | –              | –      | –             |
| 52   | Jure Košir              | Slowenien              | 1     | –       | –       | –              | 1      | –             |
| 52   | Bojan Križaj            | Jugoslawien            | 1     | –       | –       | –              | 1      | –             |
| 52   | Klaus Kröll             | Österreich             | 1     | –       | 1       | –              | –      | –             |
| 52   | Julien Lizeroux         | Frankreich             | 1     | –       | –       | –              | 1      | –             |
| 52   | Daniel Mahrer           | Schweiz                | 1     | 1       | –       | –              | –      | –             |
| 52   | Mario Matt              | Österreich             | 1     | –       | –       | –              | 1      | –             |
| 52   | Gerhard Nenning         | Österreich             | 1     | 1       | –       | –              | –      | –             |
| 52   | Christian Neureuther    | Deutschland            | 1     | –       | –       | –              | 1      | –             |
| 52   | Rudolf Nierlich         | Österreich             | 1     | –       | –       | –              | 1      | –             |
| 52   | Clément Noël            | Frankreich             | 1     | –       | –       | –              | 1      | –             |
| 52   | Patrick Ortlieb         | Österreich             | 1     | 1       | –       | –              | –      | –             |
| 52   | Manfred Pranger         | Österreich             | 1     | –       | –       | –              | 1      | –             |
| 52   | Ken Read                | Kanada                 | 1     | 1       | –       | –              | –      | –             |
| 52   | Hannes Reichelt         | Österreich             | 1     | 1       | –       | –              | –      | –             |
| 52   | Mario Reiter            | Österreich             | 1     | –       | –       | –              | 1      | –             |
| 52   | Dave Ryding             | Vereinigtes Königreich | 1     | –       | –       | –              | 1      | –             |
| 52   | Rainer Schönfelder      | Österreich             | 1     | –       | –       | –              | 1      | –             |
| 52   | Atle Skårdal            | Norwegen               | 1     | 12      | –       | –              | –      | –             |
| 52   | Linus Straßer           | Deutschland            | 1     | –       | –       | –              | 1      | –             |
| 52   | Walter Tresch           | Schweiz                | 1     | –       | –       | –              | –      | 1             |
| 52   | Jean-Pierre Vidal       | Frankreich             | 1     | –       | –       | –              | 1      | –             |
| 52   | Harti Weirather         | Österreich             | 1     | 1       | –       | –              | –      | –             |
| 52   | Silvan Zurbriggen       | Schweiz                | 1     | –       | –       | –              | –      | 1             |

1 Alpine Kombination aus dem regulären Super-G und einem separaten Slalomlauf ausgetragen (Super-Kombination).

2 Je ein Abfahrtssieg von Alphand (1997), Cuche (1998), Kjus (1999) und Skårdal (1990) wurde als Sprintabfahrt (die Zeiten von zwei verkürzten Läufen werden zu einer Gesamtzeit zusammengezählt) ausgetragen und gewertet.

## Bemerkungen
- Siebenmal musste das Hahnenkamm-Rennen wegen Schneemangels abgesagt werden (in den Jahren 1938, 1939, 1964, 1988, 1993, 2005 und 2007).
- Die Rennen 1951 fanden zu einem späteren Termin, am 7./8. Februar (Mittwoch und Donnerstag), statt. Frankreich und Italien waren nicht mit ihren stärksten Fahrern angetreten.[6]

Es gab am 9. Februar nochmals eine Abfahrt mit Siegen für Christian Pravda und Erika Mahringer, die jedoch nicht zur Original-Rennserie zählten.
- 1952 wurden die Rennen nicht geplant, weil es statt diesen eine „Internationale Nordische Wintersportwoche“ gab.[8][9]
- 1954 (21.–24. Jänner): Der Damen-Riesenslalom, der wegen Regens vom 21. auf den 22. Jänner verschoben werden musste, war mit dem Sieg von Annemarie Buchner (vor Erika Mahringer und Lotte Blattl) der einzige Bewerb, der nicht von Läufern des ÖSV gewonnen wurde; auch im Damenslalom und in der Damenkombination gab es mit Regina Schöpf vor Marisette Agnel und Borghild Niskin bzw. Mahringer vor Agnel und Luise Jaretz nur einen „Solosieg“, während die Damenabfahrt einen Vierfacherfolg (Mahringer, Rosi Sailer, Trude Klecker, Thea Hochleitner, als Fünfte Buchner) brachte und die Herren ohnehin (bis ebenfalls auf den Riesenslalom mit Toni Spiss vor Stein Eriksen und Christian Pravda) nur in „Mehrfach-Ausgabe“ gewannen, wobei die Abfahrt mit einem siebenfachen Erfolg endete.[10][11][12]
- 1955 (15./16. Jänner) standen die Rennen im Zeichen von „50 Jahre Kitzbüheler SC“. Regen sorgte für beeinträchtigte Schneebedingungen.[13][14][15]
- Zum Abfahrtslauf am 14. Jänner 1956, einem Samstag, meldeten sich 178 Läufer an, so dass die Veranstalter diverse Einschränkungen der Teilnehmerzahl für den Slalom am 15. Jänner vornahmen. Diese hohe Zahl war trotz des Umstandes gegeben, dass weder Frankreich noch die Schweiz ihre besten Läufer entsandten. Die Franzosen führten in Megève Qualifikationsrennen für die bevorstehenden Olympischen Spiele in Cortina d’Ampezzo durch, die Schweizer begründeten ihre Fernbleiben mit ungenügenden und gefährlichen Schneeverhältnissen, ließen aber ihre Nachwuchsläufer trotzdem starten. Erstmals nahmen Läufer aus der Sowjetunion teil.

Im Damenslalom waren vier norwegische Läuferinnen, darunter nebst Siegerin Sandvik auch noch auf Rang 3 Borghild Niskin, in den „Top Ten“ klassiert.
Es gab erstmals für die Pistenpräparierung eine Mithilfe des Bundesheers, und auf den Startnummern war erstmals ein Sponsor (Ovomaltine) zu sehen.
- Von den Rennen 1959 (17./18. Jänner) gab es erstmals eine Fernsehübertragung durch die damalige Österreichische Rundfunkgesellschaft, die vier Kameras aufgeboten hat.[18][19]
- 1962: Die Abfahrt am 20. Jänner war von den sich ändernden Schneeverhältnissen geprägt. Vorerst war bei wärmeren Temperaturen ein schneller Ski von großer Bedeutung, später wurde es kälter, damit die Piste härter – der für Deutschland startende Adalbert Leitner konnte mit Start-Nr. 57 dies am besten ausnützen und wurde mit 0,6 sec. Rückstand Zweiter, auch Emile Viollat (Nr. 25) war Nutznießer (Rang 4; damit bester Franzose).[20][21]
- Bei der von starkem Nebel beeinträchtigten Abfahrt am 23. Jänner 1965 waren die Start-Nummern 16 und 17 zwar verzeichnet, doch dahinter stand kein Name. Sie waren symbolisch für die 1964 tödlich verunglückten Buddy Werner und Charles Bozon freigehalten worden.[22]
- Stephan Eberharter fuhr bei seinem Abfahrts-Triumph 2004 mit einer Durchschnittsgeschwindigkeit von 103,25 km/h über die Streif. In den 1960er Jahren betrug die Durchschnittsgeschwindigkeit noch rund 88 km/h.
- Die ersten dreißig Athleten erhalten Preisgeld in der Höhe zwischen 100.000 Euro für den Sieger der Abfahrt und 1000 Euro für den 45. Platz (2023)

### Die Hahnenkamm-Rennen im Weltcup
- Nur der zusätzliche Slalom 1971 (ebenfalls von J. N. Augert gewonnen), der anstatt der wegen Schneemangels abgesagten Abfahrt gefahren wurde, zählte nicht zum Weltcup.[23]
- Ein nie da gewesenes und auch unerklärliches Debakel erlitten die österreichischen Herren beim Slalom am 24. Jänner 1976, als mit Thomas Hauser auf Rang 25 der Bestplatzierte klassiert war (Hansi Hinterseer als Sechster nach dem ersten Lauf schied aus).[24]
- Hinsichtlich der Kombinationen ist anzumerken, dass diese grundsätzlich erst ab 1974/75 ins Weltcup-Programm aufgenommen wurden, womit auch ab der damaligen Saison jene vom Hahnenkamm zum Weltcup zählen. Ausnahmen sind 1978, 1980, 1981 und 1982.

Allerdings scheinen in den FIS-Weltcup-Resultatslisten 1978, 1980 und 1981 auch die Kitzbühel-Kombinationen auf, wobei 1980 zufälligerweise der Sieger sowohl da als auch dort Andreas Wenzel hieß.
- 1978 wurde Gustav Thöni, 1981 Phil Mahre als Kitzbüheler Kombi-Sieger geführt.
- 1981 bestritt der Schwede Ingemar Stenmark das einzige Mal eine Weltcup-Abfahrt – und er tat dies in Kitzbühel, weil er dringend zusätzliche Weltcup-Punkte für den Gesamt-Weltcup brauchte. Nach seinem zweiten Platz im Slalom in Oberstaufen (13. Jänner) kam er in Kitzbühel zwar nur auf Rang 34 (mit 10,72 Sekunden Rückstand auf Sieger Podborski), doch dies reichte für Rang 3 in der damit verbundenen Weltcup-Kombi-Wertung.[25]
- 1982 gab es keine Weltcup-Wertung.
- 1987 fanden wegen der Wetterbedingungen, welche eine Verschiebung der Abfahrt auf Sonntag, 25. Jänner, erforderlich machten, an diesem Sonntag sowohl die Abfahrt als auch der Slalom statt.
- 1988 gab es keine Rennen in Kitzbühel, als Ersatzort wurde Bad Kleinkirchheim nominiert.[25]

Dass es diese unterschiedlichen Wertungen gibt, liegt daran, dass damals ein bereits zuvor an einem anderen Ort ausgetragener Weltcup-Slalom (1978: Zwiesel, 1980: Lenggries, 1981: Oberstaufen) mit der Original-Hahnenkammabfahrt kombiniert wurde. Demgegenüber lautete der echte Hahnenkamm-Sieger wie in den obigen Tabellen genannt: 1978 Pellat-Finet, jener von 1981 Bohumír Zeman (und 1982 Phil Mahre).

### Zwischenfälle
Zwei „besondere Vorfälle“ betrafen – jeweils in der Abfahrt – den Österreicher Karl Schranz:
- 1969 lief die Zeitnehmung der Firma Longines nach seiner Zieldurchfahrt weiter (wurde erst nach etwa zwei Stunden um 1,21 Sekunden nach unten korrigiert)
- 1972 (als zwei Abfahrten gefahren wurden, die erste war ein Ersatzrennen) wäre es in der zweiten Abfahrt beinahe zu einem Zusammenstoß mit dem italienischen Läufer Stefano Anzi gekommen (dieser war kurz nach einem Sturz weitergefahren und befand sich noch knapp vor dem Ziel, als Schranz dorthin kam)[27]

## Audio-Deskription
Für blinde und sehbehinderte Sportfans wird das Hahnenkammrennen zusätzlich über ORF-eins-Zweikanalton, einen Kitzbüheler Radiosender, einen Livestream im Internet sowie über ein Telefon-Angebot ausführlich übertragen.

## Wirtschaftliche Bedeutung
2021 gehen Schätzungen davon aus, dass der Umsatz im Großraum Kitzbühel am Rennwochenende etwa 50 Millionen Euro beträgt, das Veranstaltungsbudget des Kitzbüheler Skiklubs liege bei rund 10 Millionen Euro. Maßgeblich involviert in die Veranstaltung ist auch der ehemalige Skirennläufer Harti Weirather, der mit seiner Sportvermarktungsagentur das Hahnenkammrennen vermarktet.